# Psidium sessilifolium
Psidium sessilifolium är en myrtenväxtart som beskrevs av Brother Alain. Psidium sessilifolium ingår i släktet Psidium och familjen myrtenväxter. Inga underarter finns listade i Catalogue of Life.